# Бубновка (Гомельская область)
Бубновка (бел. Бу́бнаўка) — деревня в Октябрьском районе Гомельской области Беларуси. В составе Краснослободского сельсовета.

## География

### Расположение
В 15 км на юго-запад от районного центра городского посёлка Октябрьский, в 245 км от Гомеля, в 10 км от железнодорожной станции Рабкор, расположенной на ветке Бобруйск — Рабкор отходящей от линии Осиповичи — Жлобин.

### Водная система
Река Птичь (приток реки Припять). На западе её приток — река Оресса.

## Транспортная система
Транспортная связь по просёлочной, а затем по автомобильной дороге Октябрьский — Новосёлки.
В деревне 13 жилых домов (2004 год). Планировка — короткая, прямолинейная улица. Застройка деревянными домами усадебного типа.

## История
По письменным источникам деревня известна с XVIII века. После 2-го раздела Речи Посполитой в 1793 году в составе Российской империи. В конце XVIII век принадлежала генерал-майору В. К. Вишчинскому. В XIX веке принадлежала М. Войне, а после Обуховичам. Согласно переписи 1897 года к деревне относился фольварок с 3 дворами и 32 жителями. В деревне работали водяная мельница и лавка.
В 1908 году в Рудобельской волости Бобруйского уезда Минской губернии.
С 1921 года в деревне работала школа. В 1931 году организован колхоз «Пламя революции», работали водяная мельница и шерстечесалка.
В межхозяйственном объединении «Бунёў».
Во время Великой Отечественной войны, в апреле 1942 года, каратели сожгли 2 двора и убили 33 жителя. Во время войны 24 жителя деревни погибли на фронтах.
В составе колхоза «Краснослободский» с центром в деревне Красная Слобода. Работает магазин.
С 19 мая 2000 года перечислена из Поречского сельсовета в состав Червоннослободского сельсовета Октябрьского района. Червоннослободский сельсовет в июне 2005 года был переименован в Краснослободский.

## Население

### Численность
- 2009 год — 16 жителей

### Динамика
- 1795 год — 14 дворов, 92 жителя.
- 1897 год — 37 дворов, 244 жителя.
- 1908 год — 327 жителей.
- 1959 год — 163 жителя (согласно переписи).
- 2004 год — 13 дворов, 24 жителя.
- 2009 год — 16 жителей[5] (перепись населения)

## Культура
- Культурно-развлекательный комплекс «Бубновка» — филиал ГУК «Центр культурно-досуговой деятельности Октябрьского района»[6]